# Coffeeville, Mississippi
Coffeeville là một thành phố thuộc quận Yalobusha, tiểu bang Mississippi, Hoa Kỳ. Năm 2010, dân số của thành phố này là 905 người.

## Dân số
- Dân số năm 2000: 930 người.
- Dân số năm 2010: 905 người.